# Борьба классов
Борьба́ кла́ссов — ежемесячный научно-популярный исторический журнал, выходивший в Москве в 1931—1936 годах. В 1931 году издавался издательством «Огонёк», а с 1932 года — издательством ЦК ВКП(б) «Правда». С начала издания до октября 1932 года выходил как орган Общества историков-марксистов. Тематика журнала была связана в основном с историей революционного движения в России и в других странах, историей ВКП(б) и Коммунистического интернационала. Большое место отводилось также публикациям по истории гражданской войны, истории фабрик и заводов. Под рубрикой «Массы творят и пишут историю» печатались воспоминания участников Октябрьской революции, гражданской войны и социалистического строительства. С 1937 года стал выходить под названием «Исторический журнал».

## Редакторы
- 1931 — М. Н. Покровский;
- 1932 — Б. М. Волин — заместитель ответственного редактора;
- 1933—1936 — Б. М. Волин.